# Wind & Wuthering
| 전문가 평가                   | 전문가 평가 |
| 평가 점수                     | 평가 점수   |
| 출처                          | 점수        |
| ----------------------------- | ----------- |
| AllMusic                      | [ 1 ]       |
| Q                             | [ 2 ]       |
| Rolling Stone (1977)          | (favorable) |
| The Rolling Stone Album Guide | [ 4 ]       |

《Wind & Wuthering》은 영국의 프로그레시브 록 밴드 제네시스의 여덟 번째 스튜디오 음반이다. 1976년 12월 17일, 카리스마 레코드를 통해 발매되었으며 기타리스트 스티브 해킷이 참여한 마지막 스튜디오 음반이다. 1976년 그들의 이전 음반 《A Trick of the Tail》을 지원하기 위한 투어가 성공한 후, 이 그룹은 후속 음반을 녹음하기 위해 네덜란드의 힐바렌비크로 이주했다. 해킷이 자신의 기여 중 일부가 키보디스트 토니 뱅크스에 의해 재료에 호의적으로 떨어졌다고 느꼈기 때문에 작사, 작곡과 녹음은 내부적인 마찰을 일으켰다.
이 음반은 비평가들로부터 긍정적인 반응을 얻었고 미국에서 밴드의 인기가 증가하는 데 기여했다. 영국에서는 7위, 미국에서는 26위에 오르며 꾸준히 판매되었고, 결국 영국 축음기 협회와 미국 음반 산업 협회의 골드 인증을 받았다. 싱글 〈Your Own Special Way〉는 미국에서 62위에 도달한 밴드의 첫 번째 차트 싱글이었다. 1977년 해킷과의 마지막 투어는 체스터 톰슨이 라이브 드러머로 고용한 첫 투어였다. 이 기간 동안 음반에 남아있던 세 곡의 트랙이 확장 플레이인 《Spot the Pigeon》으로 발매되었다. 이 음반은 2007년에 새로운 스테레오와 5.1 서라운드 사운드 믹스로 재발매되었다.

## 배경 및 제작
1976년 중반까지, 제네시스는 드러머 필 콜린스가 리드 보컬을 맡으면서 원래의 프론트맨 피터 가브리엘의 이탈에서 살아남았고, 비평적으로 그리고 상업적으로 성공적인 음반 《A Trick of the Tail》과 지원 투어를 제작했다. 그들이 새 음반 작업을 시작했을 때, 키보디스트 토니 뱅크스는 녹음 단계 이전에 상당한 양의 음악이 작곡되었다고 회상했다. 베이시스트이자 리듬 기타리스트인 마이크 러더포드는 이 음반을 쓰는 데 약 6주가 걸렸다고 말했다. 그는 밴드가 판타지에서 영감을 받은 곡을 쓰는 것과 거리를 두고 싶어했다고 지적했는데, 이는 그들의 과거 음반이 "가득 찬" 것이었다. 그들은 모든 팬들을 기쁘게 하기 보다는 그들이 좋아하는 노래를 쓰기를 원했다.
해킷은 《Wind & Wuthering》을 녹음하기 전에 다른 솔로 음반을 만들 시간을 요청했지만 거절당했다. 그는 네 명의 멤버 모두가 음반에 수록된 곡의 수가 같아지도록 곡 크레딧을 균등하게 나누고 외부 뮤지션을 불러들이는 등의 아이디어를 제시해 다른 멤버들로부터 냉담한 반응을 얻었다. 그는 자신의 아이디어가 특히 뱅크스가 제시한 자료에 찬성하는 것을 거부당했다고 느꼈기 때문에 밴드와 논쟁하는 자신을 발견했다. 해킷은 이미 자신의 첫 솔로 음반인 《Voyage of the Acolyte》를 발매한 후, 밴드에 《Wind & Wuthering》에 대한 자신의 음악적 아이디어를 더 많이 사용할 것을 요청했다. 뱅크스는 이 음반의 9개 트랙에서 다른 어떤 멤버보다 더 많은 6개의 작사 크레딧을 얻었다. 콜린스는 해킷의 요청에 대해 "우리는 누가 그것을 썼든 상관없이 우리가 동의한 가장 강력한 자료를 사용하기를 원했다"라고 말했다. 그는 후에 자신이 해킷의 노래를 좋아했지만, 뱅크스가 밴드의 인기 투표에서 이겼다고 생각했다고 말했다. 해킷은 더 짧고 간단한 곡을 쓰는 것에 관심이 없었고, "괴팍함이 누그러지고 있다"고 느꼈다.

## 재발매
《Wind & Wuthering》은 1985년 카리스마 레코드에 의해 CD로 처음 재발매되었다. 1994년에는 버진 레코드와 애틀랜틱 레코드가 리마스터링한 CD가 발매되었다. 2007년, 이 음반은 새로운 스테레오와 5.1 서라운드 사운드 믹스로 개별적으로 발매되었고, 닉 데이비스와 토니 커즌스가 엔지니어링한 《Genesis 1976–1982》 스튜디오 음반 박스 세트의 일부로 발매되었다.

## 곡 목록
| #  | 제목                     | 작사·작곡                                 | 재생 시간 |
| -- | ------------------------ | ----------------------------------------- | --------- |
| 1. | 〈Eleventh Earl of Mar〉 | 토니 뱅크스, 스티브 해킷, 마이크 러더퍼드 | 7:45      |
| 2. | 〈One for the Vine〉     | 뱅크스                                    | 10:00     |
| 3. | 〈Your Own Special Way〉 | 러더퍼드                                  | 6:19      |
| 4. | 〈Wot Gorilla?〉 (기악)  | 필 콜린스, 뱅크스                         | 3:21      |

| #  | 제목                                            | 작사·작곡                      | 재생 시간 |
| -- | ----------------------------------------------- | ------------------------------ | --------- |
| 1. | 〈All in a Mouse's Night〉                      | 뱅크스                         | 6:39      |
| 2. | 〈Blood on the Rooftops〉                       | 해킷, 콜린스                   | 5:28      |
| 3. | 〈Unquiet Slumbers for the Sleepers...〉 (기악) | 해킷, 러더퍼드                 | 2:20      |
| 4. | 〈...In That Quiet Earth〉 (기악)               | 해킷, 뱅크스, 러더퍼드, 콜린스 | 4:54      |
| 5. | 〈Afterglow〉                                   | 뱅크스                         | 4:11      |

## 인증
| 국가                                                  | 인증 | 판매량/출하량 |
| ----------------------------------------------------- | ---- | ------------- |
| 캐나다 (뮤직 캐나다)                                  | 골드 | 50,000^       |
| 프랑스 (SNEP)                                         | 골드 | 100,000*      |
| 영국 (BPI)                                            | 골드 | 100,000^      |
| 미국 (RIAA)                                           | 골드 | 500,000^      |
| *판매량을 기반으로 한 인증 ^출하량을 기반으로 한 인증 |      |               |